# 甬台温铁路瓯江特大桥
甬台温铁路瓯江特大桥是甬台温铁路线上的一座横跨瓯江的大桥，位于浙江省温州市。大桥全长6244米，共有173个桥墩。该大桥建设工程总投资为5亿元人民币。该桥2005年10月动工兴建，2008年9月21日实现合龙，2008年9月30日顺利贯通，2009年9月建成通车。承担该桥兴建任务的是中铁大桥局。